# Brøndby
 For alternative betydninger, se Brøndby (flertydig). (Se også artikler, som begynder med Brøndby)
Brøndby er et byområde stort set sammenfaldende med Brøndby Kommune, bestående af bydelene Brøndbyøster, Brøndbyvester og Brøndby Strand. Da kommunen og byområdet er næsten sammenfaldende, skelnes der sjældent mellem de to. Ifølge Danmarks Statistik har Brøndby Kommune 39.067 indbyggere  (2024), hvoraf de 38.849 indbyggere  (2024) bor i Brøndby.